# آئرو ال-۳۹ آلباتروس
آئرو ال-۳۹ آلباتروس (به چکی:L - 39 Albatros) هواپیمای آموزشی نسل دوم تولید شرکت Aero Vodochody است که در ۴ نوامبر سال ۱۹۶۸ میلادی اولین پرواز خود را انجام داد؛ این هواپیما ساخت چکسلواکی سابق بود در سال ۱۹۷۱ وارد به خدمت شد و تا سال ۱۹۹۷ ۲۸۰۰ فروند از این هواپیمای آموزشی در تمام مدل‌ها ساخته شده‌اند. ال – ۳۹ یک هواپیمای چند منظوره است که برای پایه، پیشرفته و جنگنده آموزش خلبانی به کار برود. مدل‌های ال – ۲۹ سی، ال – ۳۹ زیت او و ال – ۳۹ زیت ای می‌توانند به عنوان هواپیماهای جنگی هم استفاده شوند. این هواپیما به دلیل خلبانی ساده برای عملیات آکروباتیک هم مناسب است. باوجود اینکه بیشتر آلباتروس‌ها از خدمت رزمی آموزشی کنار گذاشته شده‌اند ولی امروزه حدود سیصد فروند آن‌ها به وسیلهٔ ثروتمندان که بیشترشان آمریکایی هستند خریداری شده و به عنوان جت ترابری استفاده می‌شوند که بهای هریک از این هواپیماها بین دویست تا سیصد هزار دلار می‌باشد.
یک فروند از این نوع جنگنده متعلق به ارتش سوریه در روز ۲۸ اوت ۲۰۱۵ میلادی در اطراف فرودگاه نظامی «کویرس» در حومه شمالی استان حلب در جریان جنگ داخلی سوریه سقوط کرد. ارتش سوریه دلیل این حادثه را نقص فنی اعلام کرد. در ۲۶ دسامبر ۲۰۱۷ نیز یک فروند از این هواپیما در سوریه سقوط کرد.